# Lars-Pele Berthelsen
Lars-Pele Berthelsen (*20. září 1949, Qeqertarsuaq) je grónský pastor, učitel, místní politik, soudce a spisovatel.

## Život
Lars-Pele Berthelsen se narodil a vyrostl v Qeqertarsuaqu. Jeho rodiči byli knihtiskař a zemský rada Hans Egede Berthelsen (1918–1999) a jeho manželka Kathrine Danielsenová (†1997). Jeho starším nevlastním bratrem byl politik Knud Sørensen (1934–2009). 29. srpna 1971 se oženil s tlumočnicí Magdalenou Heilmannovou (*1952).
Stejně jako jeho otec pracoval Lars-Pele Berthelsen v letech 1963–1968 jako knihtiskař, ale v roce 1976 vystudoval učitelství a následně byl zaměstnán jako učitel až do roku 1983. V komunálních volbách v roce 1983 byl zvolen starostou okresu Qeqertarsuaq za Siumut. V roce 1985 se vzdal funkce, aby se mohl vyučit pastorem, ale zůstal členem obecní rady až do roku 1989. 21. července 1987 byl v Nuuku vysvěcen na kněze a následně jmenován pastorem svého rodného města. V letech 1990 až 1992 byl předsedou Grónského sdružení pastorů. V roce 1993 byl po čtyřleté přestávce opět zvolen do místního zastupitelstva. V roce 1996 rezignoval na funkci pastora a stal se opět učitelem v Nuuku. V roce 1998 byl jmenován pastorem v Qasigiannguitu a stal se opět předsedou sdružení pastorů. Mnoho let působil jako soudce, od roku 1992 mimo jiné jako okresní soudce v Qeqertarsuaqu. Od roku 1995 byl také ředitelem turistické společnosti Sermersuaq Touring.
Lars-Pele Berthelsen, který byl v mládí známý jako hudebník a vydal dvě kazety, napsal také učebnici lyžování. V roce 2011 vydal knihu Kaassalimik oqaluttuaq o dívce z Kangerluku, která je unesena evropskými velrybáři a krátce nato porodí blonďaté dítě. Za tuto knihu získal v roce 2012 Cenu Západonorské rady za literaturu pro děti a mládež a stal se tak prvním a dosud jediným laureátem z Grónska.